# Товариство Мартіна Лютера
Товариство Мартіна Лютера (нім. Martin-Luther-Bund) — структурний підрозділ ОЄЛЦН, що займається підтримкою німецьких церков лютеранського сповідання, які внаслідок еміграцій потрапили за кордон і утворили діаспору. Таким чином, внаслідок об'єднання так званих Gotteskasten (з німецької — «золота скарбниця»), що були націлені на накопичення грошей, щоби надалі перенаправити гроші з благодійними намірами, були злиті в одну громаду, котра пізніше отримала назву «Товариство Мартіна Лютера». Заснування припало на 1853 рік в місті Ганновер за окремим сприянням Людвига-Адольфа Петри та Рудольфа Штайнметца.

## Історія
Коріння Товариство лежить у підтримці лютеранських (німецьких) емігрантів ХІХ століття, які переїхали в райони, де лютеранська церква не була організована. Південна Бразилія, яка з 1824 року є основним місцем призначення німецької еміграції, відтоді перебуває в центрі уваги, так само як і церкви та громади Східної Європи та Центральної Азії, з якими Товариство підтримувало інтенсивні контакти ще в період до розпаду Радянського Союзу, зміцнюючи таким чином права цієї релігійної меншини. 

## Організація
У Німеччині Товариство Мартіна Лютера складається з 12 відділень і робочої групи: Баден, Баварія, Брауншвейг, Гамбург, Ганновер, Ліппе, Любек-Лауенбург, Ольденбург, Саксонія, Шаумбург-Ліппе, Шлезвіг-Гольштейн і Вюртемберг.
Центральний офіс Товариства знаходиться в м. Ерланген. З 2016 р. на посаді Генерального секретаря Федерацією керує Міхаель Гюбнер, який є наступником Райнера Шталя. З 2008 по лютий 2015 року президентом був старший церковний радник і регіональний єпископ Регенсбурга Ганс-Мартін Вайс, який замінив свого багаторічного попередника, старшого церковного радника Клауса-Юргена Ропке. Рудольф Келлер обіймав цю посаду з березня 2015 року по грудень 2016 року. В січні 2017 року його змінив тодішній регіональний єпископ Саксонії Карстен Ренцінг.
Товариства Мартіна Лютера утворилися за межами Німеччини в Австрії, Швейцарії та Ліхтенштейні, Нідерландах, Франції, Угорщині, Чехії, Словаччині, Південній Африці, Намібії, Бразилії та Чилі.
Асоціація тісно координує свою роботу зі спільнотою Ґустава Адольфа Ворка.

## Публікації
- Lutherische Kirche in der Welt: Jahrbuch des Martin-Luther-Bundes 17.1970(1969)ff. (Vorgänger: Jahrbuch des Martin-Luther-Bundes 1.1946-16.1969(1968))
- Lutherischer Dienst 1.1965ff. (vierteljährlich)